# 오메가 포스
오메가 포스(Omega Force, 일본어: オメガフォース)는 일본의 비디오 게임 개발사이자 코에이 테크모의 한 부서이다. 1996년 스즈키 아키히로와 오가사와라 게니치에 의해 설립되었으며 진·삼국무쌍 비디오 게임들로 유명하다.

## 비디오 게임
- 윈백
- 진·삼국무쌍 (비디오 게임)
- 진·삼국무쌍 2
- 전국무쌍 (비디오 게임)
- 무쌍 오로치 (비디오 게임)
- 무쌍 오로치: 마왕재림
- 페르소나 5 스크램블
- 원피스 해적무쌍 4
- 젤다무쌍 대재앙의 시대